# 赫伯特·克默尔
赫伯特·克默尔（德語：Herbert Kemmer，1905年5月13日—1962年12月10日），德国男子曲棍球运动员。他曾代表德国参加1928年和1936年夏季奥林匹克运动会曲棍球比赛，获得一枚银牌和一枚铜牌。